# Compsomera speciosissima
Compsomera speciosissima là một loài bọ cánh cứng trong họ Cerambycidae.